# Challenger de Parma 2022
El torneo Emilia-Romagna Open 2022 fue un torneo de tenis perteneció al ATP Challenger Tour 2022 en la categoría Challenger 125. Se trató de la 5.ª edición; el torneo tuvo lugar en la ciudad de Parma (Italia), desde el 13 de junio hasta el 19 de junio de 2022 sobre pista de tierra batida al aire libre.

## Jugadores participantes del cuadro de individuales
| Favorito | País                 | Jugador                 | Rank1 | Posición en el torneo |
| -------- | -------------------- | ----------------------- | ----- | --------------------- |
| 1        | Bandera de Argentina | Federico Coria          | 65    | Primera ronda         |
| 2        | Bandera de Serbia    | Dušan Lajović           | 69    | Semifinales           |
| 3        | Bandera de Bolivia   | Hugo Dellien            | 85    | Baja                  |
| 4        | Bandera de Argentina | Tomás Martín Etcheverry | 90    | Segunda ronda         |
| 5        | Bandera de España    | Carlos Taberner         | 91    | Segunda ronda         |
| 6        | Bandera de España    | Roberto Carballés Baena | 94    | Primera ronda         |
| 7        | Bandera de España    | Bernabé Zapata Miralles | 97    | Primera ronda         |
| 8        | Bandera de Brasil    | Thiago Monteiro         | 99    | Segunda ronda         |

- 1 Se ha tomado en cuenta el ranking del 6 de junio de 2022.

### Otros participantes
Los siguientes jugadores recibieron una invitación (wild card), por lo tanto ingresan directamente al cuadro principal (WC):
- Francesco Passaro
- Giulio Zeppieri
- Borna Ćorić

Los siguientes jugadores ingresan al cuadro principal tras disputar el cuadro clasificatorio (Q):
- João Domingues
- Michael Geerts
- David Ionel
- Jozef Kovalík
- Nicolás Moreno de Alborán
- Oriol Roca Batalla

## Campeones

### Individual Masculino
- Borna Ćorić derrotó en la final a  Elias Ymer, 7–6(4), 6–0

### Dobles Masculino
- Luciano Darderi /  Fernando Romboli derrotaron en la final a  Denys Molchanov /  Igor Zelenay, 6–2, 6–3